# Rheohyla miotympanum
Genre
Espèce
Statut de conservation UICN

 NT  : Quasi menacé
Synonymes
- Hyla miotympanum Cope, 1863
- Hyla microtis Peters, 1870 "1869"
- Hyla darlingi Smith, Smith & Werler, 1952
- Ecnomiohyla miotympanum Faivovich, Haddad, Garcia, Frost, Campbell, and Wheeler, 2005

Rheohyla miotympanum, unique représentant du genre Rheohyla, est une espèce d'amphibiens de la famille des Hylidae.

## Répartition
Cette espèce est endémique du Mexique. Elle se rencontre entre 100 et 2 282 m d'altitude dans le centre et l'Est du pays.

## Publication originale
- Cope, 1863 : « On Trachycephalus, Scaphiopus and other American Batrachia ». Proceedings of the Academy of Natural Sciences of Philadelphia, vol. 15, p. 43-54 (lire en ligne).